# Real de Banjul
Der Real de Banjul Football Club ist ein Fußballverein aus Banjul, der Hauptstadt des westafrikanischen Staats Gambia. Er spielt in der GFA League First Division, der höchsten Liga im gambischen Fußball, und gewann zuletzt in der Saison 2006/2007 die Meisterschaft. Dadurch sicherte man sich auch einen Platz im CAF Confederation Cup 2009, an dem die Mannschaft aber aufgrund der geringen finanziellen Möglichkeiten nicht wird teilnehmen können.
Der Klub qualifizierte sich in den Jahren 1999, 2000 und 2001 für die CAF Champions League.
Erstmals in Erscheinung trat Real de Banjul in der Saison 1967/68, vorher spielte das Team unter dem Namen Benson and Hedges.

## Erfolge
- Meisterschaft in der GFA League First Division: 15 Mal

1972, 1974, 1975, 1978, 1983, 1994, 1997, 1998, 2000, 2007, 2012, 2014, 2023, 2024, 2025
- Pokalgewinn im GFA-Cup:

1997

## Trainer
- Alagie Sarr (1997–1998)

## Spieler
- Ebou Sillah (1996)
- Abdoulie Mansally (2006–2007), Teilnahme an der U-20-Fußball-Weltmeisterschaft 2007
- Amadou Sanyang (2007–2009)
- Edrissa Sonko (* 1980)
- Pa Dembo Touray (* 1980)

## Statistik in den CAF-Wettbewerben
| Wettbewerb                | Runde         | Gegner                    | Hinspiel | Rückspiel |  |
| ------------------------- | ------------- | ------------------------- | -------- | --------- |  |
|                           |               |                           |          |           |  |
| CAF Champions Cup 1975    | 1. Runde      | Hafia FC                  | not      | played    |  |
| CAF Champions Cup 1976    | 1. Runde      | Djoliba AC                | 0:2 (H)  | 0:2 (A)   |  |
| CAF Champions Cup 1979    | 1. Runde      | Saint Joseph Warriors     | 0:0 (A)  | 1:0 (H)   |  |
|                           | 2. Runde      | Hearts of Oak SC          | 0:2 (A)  | 1:1 (H)   |  |
| CAF Champions Cup 1984    | Qualifikation | Sporting Clube Bissau     | 0:0 (H)  | 0:2 (A)   |  |
| CAF Champions Cup 1995    | 1. Runde      | Desportivo Travadores     | 1:0 (H)  | 0:0 (A)   |  |
|                           | 2. Runde      | Mbilinga FC               | 2:0 (H)  | abd *     |  |
| CAF Champions League 1999 | Qualifikation | AS Kaloum Star            | 0:2 (H)  | 1:1 (A)   |  |
| CAF Cup 2000              | 1. Runde      | CSS Richard-Toll          | 0:1 (A)  | 0:1 (H)   |  |
| CAF Champions League 2001 | Qualifikation | FC Derby Mindelo          | 0:0 (H)  | 1:0 (A)   |  |
|                           | 1. Runde      | ASC Diaraf                | 0:1 (A)  | 1:1 (H)   |  |
| CAF Champions League 2013 | Qualifikation | FUS Rabat                 | 0:1 (A)  | 2:1 (H)   |  |
| CAF Champions League 2015 | Qualifikation | Barrack Young Controllers | 1:1 (H)  | 1:0 (A)   |  |
|                           | 1. Runde      | ES Sétif                  | 1:1 (H)  | 0:2 (A)   |  |

- 1975: Der Verein verzichtete nach der Auslosung auf die Teilnahme am Wettbewerb.
- 1995: Nach den 4:0 für Mbilinga FC attaktierten die Spieler den Referee. Daraufhin wurde Real Banjul disqualifiziert.